# Cabo Gris-Nez
O cabo Gris-Nez ou cabo Gris Nez (significa "cabo nariz cinzento", em francês:  cap Griz Nez) é um cabo na Côte d'Opale no departamento francês de Pas-de-Calais. O cabo fica entre Wissant e Audresselles, na comuna de Audinghen.
As falésias do cabo Gris-Nez, compostas por arenito, argila e greda, são o ponto do território francês mais próximo da Grã-Bretanha, estando a 34 km em linha reta das famosas falésias brancas de Dover. A flora local inclui Armeria e Armeria maritima. O local é um miradouro para ver centenas de navios que passam no canal da Mancha.
A proximidade entre o cabo e a Grã-Bretanha levou à frequente destruição de Audinghen em várias guerras entre Inglaterra e França. No topo da falésia do cabo há vestígios de uma fortificação inglesa, construída por Henrique VIII no oinício do século XVI. Os ingleses chamaram 'Blackness' ao forte, tradução do neerlandês Swartenisse.

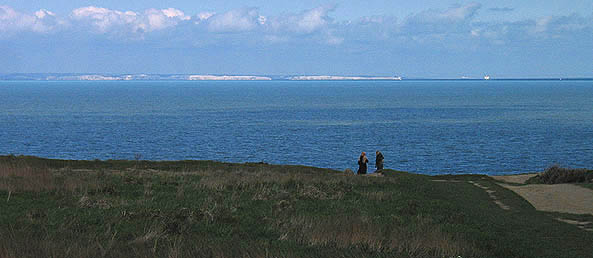
Vista da costa inglesa a partir do cabo Gris Nez, França